# Nichtabnahmeentschädigung
Eine Nichtabnahmeentschädigung ist im Bankwesen ein Entgelt, das der Kreditgeber vom Kreditnehmer für dessen Nichtabnahme eines Kredits verlangen kann.

## Allgemeines
Die Kreditzusage oder ein Kreditvertrag enthält meist eine Abnahmefrist, innerhalb der ein Kreditnehmer den Kredit abrufen, also in Anspruch nehmen muss. Mit Kreditzusage oder Kreditvertrag ist eine Abnahmeverpflichtung des Kreditnehmers verbunden, die er durch Abruf des Kredits erfüllen kann. 

## Rechtsfragen
Verweigert der Kreditnehmer die Abnahme des Kredits oder nimmt er ihn trotz Fristsetzung nicht in Anspruch, kann das Kreditinstitut vom Vertrag zurücktreten oder Schadensersatz verlangen (§§ 323, § 325, § 280 BGB). Nimmt der Kreditnehmer das Darlehen abredewidrig nicht ab, dann hat der Kreditgeber einen Anspruch auf Nichtabnahmeentschädigung. Die Vereinbarung einer Nichtabnahmeentschädigung stellt keine überraschende Klausel nach § 305c BGB dar, soweit sie etwa 3 % der Kreditsumme jährlich nicht übersteigt.

## Wirtschaftliche Aspekte
Die Nichtabnahmeentschädigung dient dem Ausgleich des Schadens, der der Bank vor allem dadurch entsteht, dass sie die für das Darlehen vorgesehenen Mittel im Wege der Refinanzierung bereits beschafft und bereitgehalten hat und deshalb selbst Refinanzierungskosten tragen muss. Wie bei einem bereits ausgezahlten Darlehen entstehen der Bank dadurch zumindest Refinanzierungsschäden: In der Regel beschaffen Kreditbanken den entsprechenden Betrag, in dem sie selbst einen Kredit etwa durch Pfandbriefe oder Interbankenhandel aufgenommen haben, für den Zinsen anfallen. Die Nichtabnahmeentschädigung wird wie die Vorfälligkeitsentschädigung berechnet.  

## Abgrenzung
Die Nichtabnahmeentschädigung unterscheidet sich von der Vorfälligkeitsentschädigung dadurch, dass letztere bei einem bereits in Anspruch genommenen Kredit anfällt, wenn dieser während einer Zinsbindungsfrist oder vor seiner Fälligkeit getilgt werden soll.